# Toke Talagi
Toke Tufukia Talagi (ur. 9 stycznia 1951 w Alofi, zm. 15 lipca 2020 tamże) – niueński polityk, premier Niue w latach 2008–2020.

## Działalność polityczna
Toke Talagi w czasie swojej działalności politycznej piastował stanowiska wicepremiera Niue, ministra finansów oraz ministra edukacji. Po raz pierwszy został wybrany w skład Zgromadzenia Niue w 2002. W wyborach w 2005 oraz w 2008 uzyskiwał reelekcje.
Talagi został wybrany na stanowisko premiera przez Zgromadzenie Niue w 2008. W głosowaniu pokonał urzędującego premiera Younga Viviana głosami 14 do 5, przy jednym wstrzymującym się. 
Talagi nie należał do żadnej partii politycznej. Pełnił również funkcję przewodniczącego Niueńskiego Związku Rugby.
W 2016 otrzymał Nowozelandzki Order Zasługi II klasy.